# Verschollene Generation
Verschollene Generation (auch Vergessene Generation) ist eine Bezeichnung für deutsche bildende Künstler, Musiker und Literaten der Generation der Jahrgänge zwischen 1890 und 1914, die in der Weimarer Zeit bereits hervorgetreten waren oder ihre Ausbildung beendet hatten. Durch die Vorgaben zur Kunst im Nationalsozialismus wurden sie an ihrer Wirkung gehindert, etwa durch Ausstellungs-, Veröffentlichungs- und Aufführungsverbot wegen ihrer jüdischen Herkunft, ihrer politischen Ansichten, ihrer Homosexualität oder Beschlagnahmung der Werke in Museen während der propagandistischen Aktion „Entartete Kunst“ von 1937.

## Künstler der verschollenen Generation
Die Künstler der Verschollenen Generation waren oftmals bereits lokal bedeutsam, wie etwa einige Mitglieder der Hamburgischen Sezession. Zumeist werden Maler der zweiten expressionistischen Generation und der Neuen Sachlichkeit dazu gezählt. Der Marburger Journalist und Kunsthistoriker Rainer Zimmermann (1920–2009) machte in seinem 1980 erschienenen Buch auf die betroffene Generation der bildenden Künstler aufmerksam und prägte mit dem Titel Die Kunst der verschollenen Generation. Deutsche Malerei des expressiven Realismus von 1925–1975 den Begriff, der sich sprachlich an die Verlorene Generation US-amerikanischer Schriftsteller anlehnt. Oftmals gingen ihre Werke während des Krieges durch Bombenangriffe verloren. Nach Kriegsende fiel es ihnen schwer, an die Erfolge von vor der Zeit des Nationalsozialismus anzuknüpfen. Einige, wie Willem Grimm, Alexandra Povòrina, Fritz Burger-Mühlfeld, Friedrich Ahlers-Hestermann, Curt Witte oder Manfred Henninger, lehrten als Professoren an Kunsthochschulen. Sie beteiligten sich zwar an Ausstellungen, blieben aber bislang nur einem kleineren Publikum bekannt.
Zimmermann prägte auch den Begriff des Expressiven Realismus, mit dem er einen Teil der Künstler charakterisierte.
Die Künstler und Künstlerinnen der Verschollenen Generation sind auf keinen einheitlichen Kunststil festzulegen. Sie arbeiteten sowohl gegenständlich (wie beispielsweise der Tübinger Maler Georg Alfred Stockburger) oder etwa Eva Roemer mit ihren Farbholzschnitten, expressionistisch (Erich A. Klauck, Ursula Vehrigs) als auch expressiv-realistisch (z. B. Willem Grimm, Johann Kluska, Richard Sprick, Karoline Wittmann, Rudolf Heinisch, Rosy Lilienfeld, Fritz Ketz, Paul Berger-Bergner oder Willi Ulfig), kubistisch-realistisch (Joseph Mader) sowie völlig abstrakt (z. B. Alexandra Povòrina, Fritz Burger-Mühlfeld, Gerhart Hein und Richard Neuz).
Das 2017 eröffnete „Museum Kunst der Verlorenen Generation“ in Salzburg verwendet für die Angehörigen der „Verschollenen Generation“ im Sinne Zimmermanns in Anlehnung an eine auf Gertrude Stein zurückgehende Begriffswahl die Bezeichnung Verlorene Generation. Das Museum beherbergt nach eigenen Angaben ca. 500 Gemälde, Skulpturen und Graphiken (Stand: März 2022) der Sammlung Heinz R. Böhmes. In ihm werden vor allem Werke von Schülern Max Liebermanns, Max Beckmanns, Otto Dix’, Lovis Corinths und Henri Matisses ausgestellt.

## Museen
- Museum Kunst der Verlorenen Generation, Sammlung Heinz R. Böhme
- Buchheim Museum mit der Sammlung Joseph Hierling
- Museum Baden in Solingen mit der Sammlung Gerhard Schneider